# Casa de Frohburg
Casa de Frohburg (sau de Froburg) a fost o familie nobiliară alemanică din partea de nord-vest a Elveției de azi, nativă zonei râului Wigger. Familia a intrat pe scena internațională în secolul al XI-lea și a rămas fără moștenitori masculini în secolul al XIII-lea.